# Through the Nightmares
Through the Nightmares é um jogo de plataforma, ação e aventura e quebra-cabeça, desenvolvido pela Sandman Team, um estúdio independente ucraniano composto por três desenvolvedores que trabalharam no projeto por nove anos. O jogo será publicado pela Pingle Studio e foi lançado em 19 de junho de 2025 para Microsoft Windows, Xbox One, Xbox Series X/S, Nintendo Switch, PlayStation 4, PlayStation 5.

## Jogabilidade
Em Through the Nightmares, os jogadores assumem o papel do Sandman, um espírito benevolente que entra nos pesadelos das crianças para salvá-las de seus medos mais profundos. O jogo apresenta mecânicas de plataforma desafiadoras, onde o jogador deve correr, pular e alterar seu tamanho para superar obstáculos e armadilhas. A ambientação é inspirada em sonhos e pesadelos, proporcionando uma experiência surreal e atmosférica.

## Desenvolvimento
O desenvolvimento de Through the Nightmares começou há aproximadamente nove anos pela equipe ucraniana Sandman Team. O jogo foi anunciado oficialmente com trailers e demonstrações, destacando sua jogabilidade desafiadora e estética única. Uma demonstração gratuita foi disponibilizada em várias plataformas antes do lançamento oficial. Além disso, o jogo faz parte do programa ID@Xbox, que apoia desenvolvedores independentes a lançarem seus jogos nas plataformas Xbox, o perfil falou sobre a Demo disponível para a plataforma Xbox.

## Lançamento
O jogo foi lançado em 19 de junho de 2025. Antes do lançamento, uma demonstração gratuita foi disponibilizada para Microsoft Windows, Xbox One, Xbox Series X/S, Nintendo Switch, PlayStation 4, PlayStation 5.